# Тапати
Тапати (санскр. Tapatî) — в индийской позднейшей (эпической) мифологии олицетворение реки Тапти в виде дочери бога солнца Сурьи и его жены Чхаи. От её брака с царём Самвараной произошла знаменитая в индийском эпосе и полумифической истории династия Кауравы, или Куру, во главе которой стоял сын Тапати и Самвараны — князь Куру.
Тапати — богиня в индуизме. Имя «Тапати» буквально означает «согревающая», «горячая», «обжигающая». Было сказано, что никто в трех мирах не сможет сравниться с ней по красоте, прекрасными  чертами лица и суровой религиозной самодисциплиной . Это имя связано с именем царицы скифских богов Табити .

## История
Тапати первоначально упоминается в Махабхарате как жена Самварана. История обоих персонажей также встречается в других индуистских текстах, например в  «Шримад-Бхагаватам» и «Пуранам». Согласно этим текстам, дом Тапати находился на берегу реки Тапти>.
В Махабхарате Арджуна поинтересовался у Гандхарву о происхождении имени Тапати. Гандхарва ответил, что у Солнца была прекрасная дочь по имени Тапати, которую он хотел выдать замуж.
Однажды на охоте некий король увидел Тапати, влюбился и предложил выйти за него замуж. Но прежде чем дать ответ, дочь Солнца направила его к своему отцу для одобрения. Ранний царь куарвы Самваран поклонялся Солнцу и был избран ее мужем. Король воспользовался помощью мудреца Васиштхи, который попросил  Солнце одобрить брак Самвараны и Тапати, на что Солнце согласился.

## Значение
Согласно индуистским текстам, Тапати была известна своей преданностью. Ни богини, ни демоны , ни Апсара, ни Гандхарва не были равны ей по красоте, характеру или знанию Веды.

## Способ поклонения
Поскольку река Тапти была названа в честь Тапати, люди поклонялись ей как в форме богини, так и в форме важной реки, обладающей многими замечательными качествами, перечисленными в индуистских текстах.

## Родственники
Согласно индуистским текстам, в которых упоминается Тапати, мы имеем представление о родственниках дочери Солнца.   Сурья - ее отец и Чхая - ее мать. Тапати была женой Самвараны и матерью Куру. Также у нее были старшие сестры - Ями и Бхадры и два брата -  Шани и Яма.